# Ҳ
La Ҳ, in minuscolo ҳ, è una lettera dell'alfabeto cirillico, chiamata kha dolce. Viene usata nelle versioni del cirillico adattate per l'abcaso, il caracalpaco, il khakaso, il tagico e, prima del 1992, anche per la lingua uzbeca.
Rappresenta generalmente la consonante glottidale fricativa sorda /h/